# Триятно
Триятно (индон. Triyatno, род.20 декабря 1987) — индонезийский тяжелоатлет, призёр Олимпийских игр.
Триятно родился в 1987 году в Метро провинции Лампунг. В 2006 и 2007 годах он завоёвывал бронзовые медали чемпионата мира среди юниоров, а в 2008 году выиграл бронзовую медаль Олимпийских игр. В 2009 году стал бронзовым призёром чемпионата мира, а в 2012 году получил серебряную медаль Олимпийских игр.